# Масакр у Кравици 1944.
Покољ у Кравици је назив за убијање 111 становника села Кравица (данас у Републици Српској) српске националности, које су 3. јула 1944. године извршиле усташе под командом Анте Царатана и Фрања Судара.
Извршиоци овог покоља су били припадници Прве усташке бригаде. Приликом извршења овог злочина су спаљени многобројни засеоци села Кравица (Доњи и Горњи Бачићи, Анђићи, Солаковићи, Поповићи, Мандићи....). У подруму породичне куће Васића је спаљено 46 становника засеока Анђићи.
Током читавог Другог светског рата је на подручју Кравице и околних села било 600 жртава рата.